# 通豪森
通豪森（德語：Thonhausen）是德国图林根州的市镇，隶属于阿尔滕堡地区县。总面积为9.42平方千米，截至2023年12月31日总人口为501人。